# Nitrazione
La nitrazione è una reazione chimica con cui si introduce in un composto organico uno o più gruppi nitro -NO2, derivati dall'acido nitrico.
Esempi semplici di nitrazione sono la conversione del glicerolo in nitroglicerina per azione di acido nitrico e acido solforico e la conversione di 2-bromoesteri nei corrispondenti 2-nitroesteri per azione del nitrito di sodio.
A livello industriale, la maggior parte delle reazioni di nitrazione coinvolge i composti aromatici. Per azione di una miscela di acido nitrico e acido solforico (la cosiddetta miscela nitrante o solfonitrica) è possibile inserire gruppi -NO2 sugli anelli dei composti aromatici, tramite una reazione di sostituzione elettrofila aromatica. La reazione porta all'introduzione nell'anello benzenico di un gruppo nitro (NO2). La reazione è fondamentale per due principali motivi:
- il nitrobenzene (prodotto di nitrazione del benzene) è inerte alle reazioni di Friedel-Crafts e proprio per questo è utilizzato come solvente per alchilazioni e acilazioni.
- il gruppo nitro può essere ridotto a gruppo amminico tramite il quale è possibile ottenere i sali di diazonio che permettono la sintesi di svariati composti (reazioni tipo Sand-Mayer).

## Nitrazione composti aromatici
La reazione (qui sul benzene) è la seguente:
La miscela nitrante genera per disidratazione dell'acido nitrico lo ione nitronio NO2+, che è la specie elettrofila. Nel primo stadio l'acido nitrico viene protonato dall'acido solforico (più forte) portando alla formazione dell'acido nitrico protonato e dell'anione bisolfato:
{\displaystyle {\ce {HNO3 + H2SO4 -> H2NO3+ + HSO4-}}}
Nel secondo stadio l'acido nitrico protonato si dissocia eteroliticamente nello ione nitronio e in una molecola d'acqua:
{\displaystyle {\ce {H2NO3+ -> NO2+ + H2O}}}
L'anello benzenico attacca lo ione nitronio e si forma il nitrobenzene:
{\displaystyle {\ce {C6H6 + NO2+ -> C6H6NO2+}}}
Si ha quindi la formazione del prodotto con l'espulsione dello ione H+ dall'anello benzenico.
La reazione può meglio essere descritta dal meccanismo con le strutture di Lewis:
Un esempio di nitrazione su composti aromatici è la conversione del toluene in trinitrotoluene.
Il gruppo nitro è un gruppo fortemente disattivante a causa della separazione di carica tra l'ossigeno e l'azoto, che genera un effetto induttivo e mesomerico, entrambi disattivanti. È un gruppo meta orientante.